# Boleslaw Filipiak
Bolesław Filipiak (Ośniszczewko, 1 de setembro de 1901 — Poznań, 14 de outubro de 1978) foi um cardeal polonês da Igreja Católica Romana. Ele serviu como Decano da Rota Romana de 1967 a 1976, e foi elevado ao cardinalato em 1976.

## Biografia
Bolesław Filipiak nasceu em Ośniszczewko (agora no condado de Inowrocław), província de Posen do Império Alemão, o mais velho dos sete filhos de Hilarego e Weronika (née Biegałów) Filipiak. Ele estudou na Universidade de Poznań e o seminário na mesma cidade antes de ser ordenado ao sacerdócio pelo Bispo Antoni Laubtiza em 29 de maio de 1926. Ele após um período de pastoral trabalho em Gniezno, Filipiak foi para Roma para estudar na Pontifícia Roman Athenaeum S. Apollinare e do Instituto Utriusque Iuris (de onde ele obteve doutorado em direito civil e canônico em 13 de abril de 1935).
De 1935 a 1944, ele serviu como secretário particular do cardeal August Hlond, o arcebispo primacial de Gniezno. Filipiak foi preso em prisões nazistas por um ano e, em seguida, fez um membro do tribunal arquidiocesano de Gniezno em 1945. Ele era então presidente do tribunal de terceira instância para causas matrimoniais reservado à Santa Sé até 1947.
Dentro da Cúria Romana, ele foi nomeado Auditor (24 de setembro de 1947) e mais tarde decano da Rota Romana (26 de junho de 1967). Filipiak foi feito um honorário cânone da catedral capítulo de Gniezno em 15 de Outubro de 1947, e de Poznań em 8 de setembro de 1958. Ele também serviu como presidente do Tribunal de Apelação da Cidade do Vaticano .
Em 1 de maio de 1976, Filipiak foi nomeado Bispo Titular de Plestia pelo Papa Paulo VI. Ele recebeu sua consagração episcopal no dia 14 de maio seguinte do cardeal Pericle Felici, com o arcebispo Antoni Baraniak e o bispo Andrzej Deskur servindo como co-consagradores, na igreja de Sant'Anselmo all'Aventino. O papa Paulo o criou o cardeal diácono de S. Giovanni Bosco na via Tuscolana no consistório de 24 de maio de 1976. Devido a problemas de saúde, o cardeal não pôde participar do conclave de agosto de 1978 .
Filipiak morreu em Poznań no dia de abertura do conclave de outubro de 1978, aos 77 anos. Ele está enterrado na Basílica-Catedral de São Pedro e Paulo.